# Sehol A5 Plus
La Sehol A5 Plus est une berline à hayon compact produit par Sehol de JAC Motors.

## Aperçu

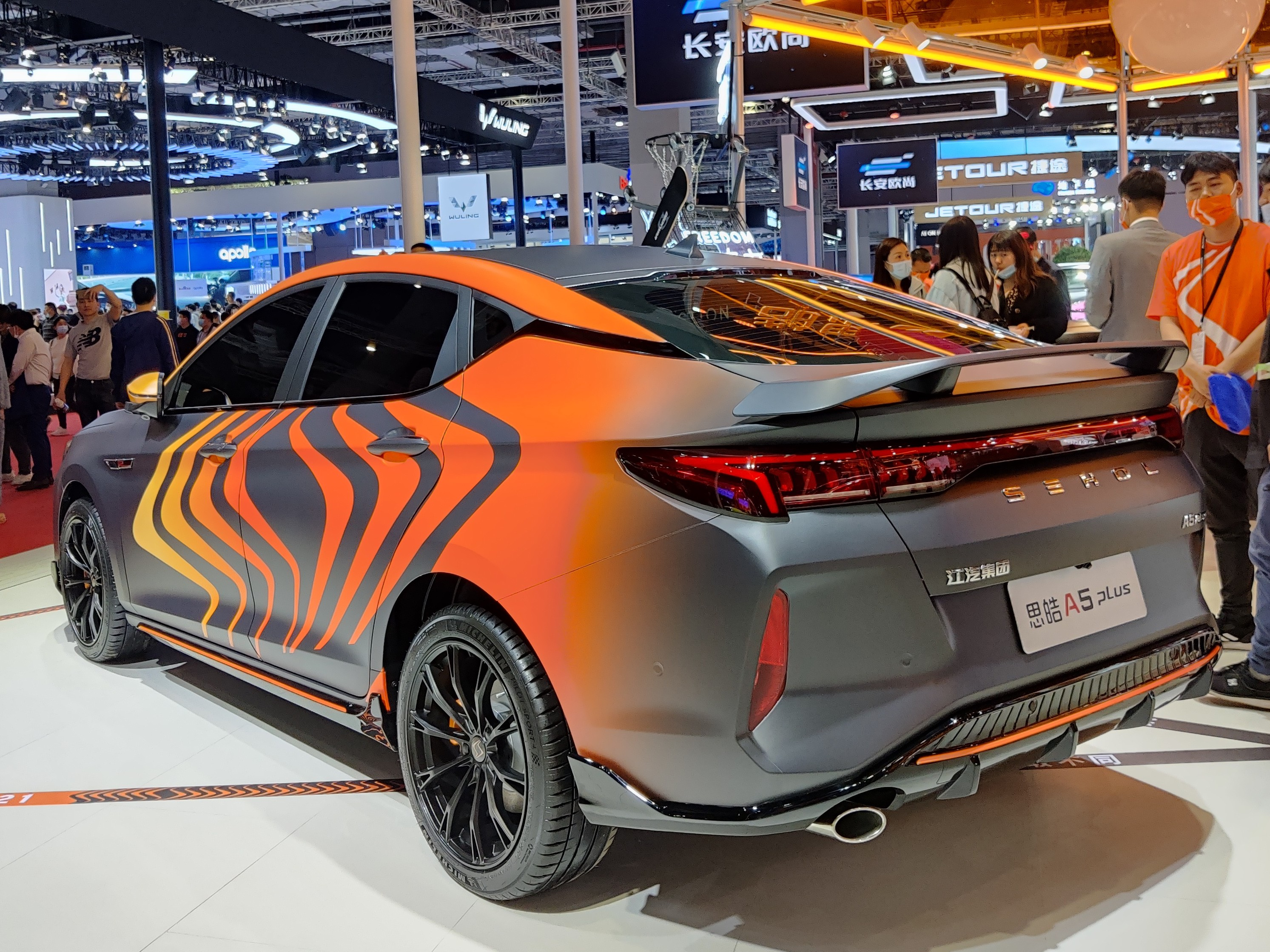
Sehol A5 Plus, arrière

La Sehol A5 Plus a été dévoilée lors du Salon de l'auto de Shanghai 2021 avec les ventes commençant en août 2021. C'est la première berline sous la marque Sehol.

### Caractéristiques
L'A5 Plus est propulsée par un moteur turbo TGDI de 1,5 litre nommé par le code HFC4GC1.6E et il est partagé avec le Sehol QX, couplé à une boîte de vitesses DCT à 7 rapports.